# Gillis (Luizjana)
Gillis – jednostka osadnicza w Stanach Zjednoczonych, w stanie Luizjana, w parafii Calcasieu.